# Four Saints in Three Acts

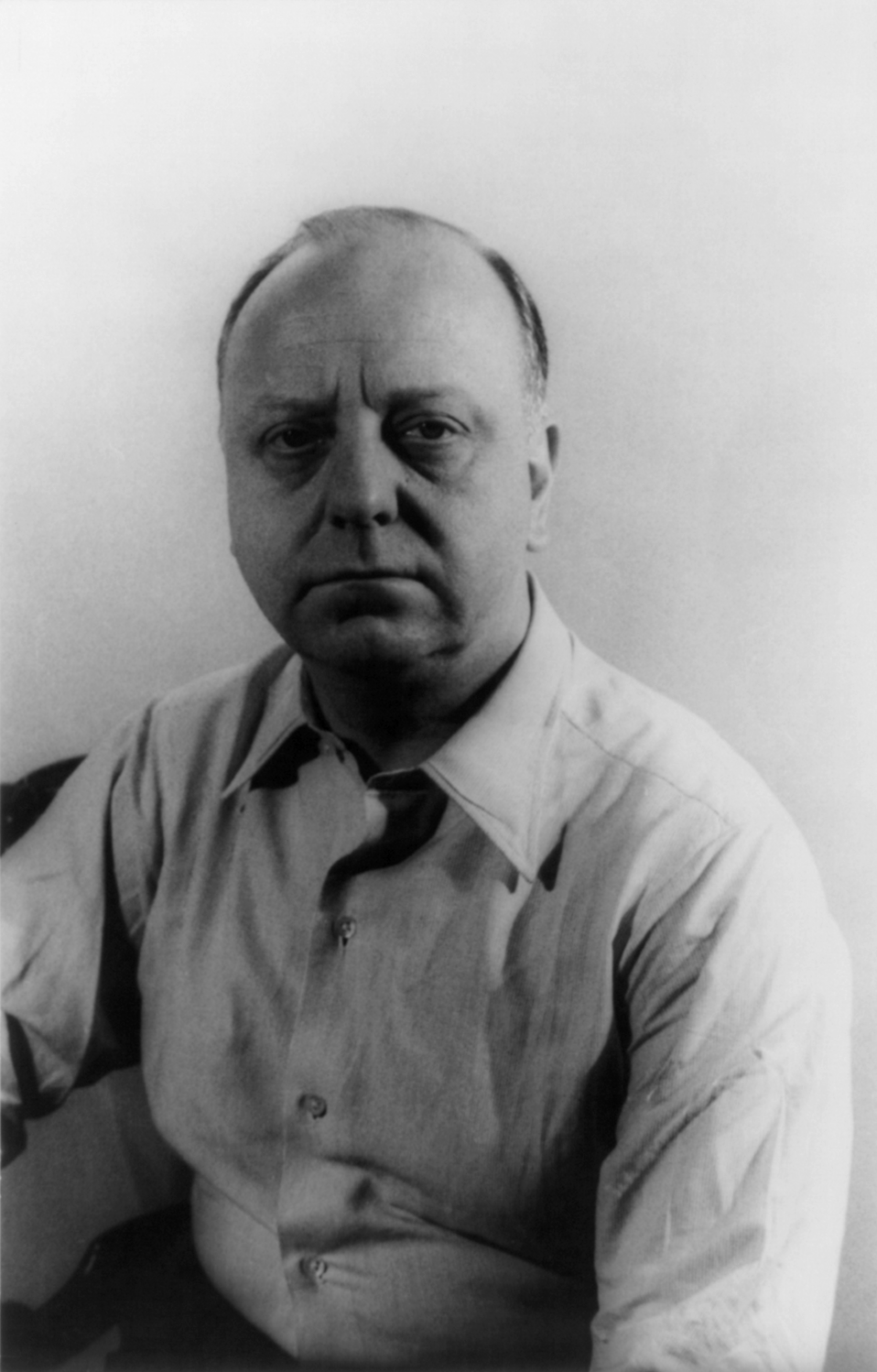
Virgil Thomson

Four Saints in Three Acts är en opera med musik av Virgil Thomson och libretto av Gertrude Stein. Den var epokgörande i fråga om format, innehåll och för sin ensemble bestående enbart av svarta sångare. Regin var av Eva Jessye, en framstående svart kördirigent.

## Historia
Det var Thomson som valde ämnet och librettot kan läsas i Steins samlade verk. Operan handlar om två spanska helgon på 1500-talet — den före detta legosoldaten Ignatius av Loyola och mystikern Teresa av Ávila — liksom om deras kollegor, verkliga och påhittade: St. Plan, St. Settlement, St. Plot, St. Chavez, etc.  Thomson beslöt att dela upp St. Teresas roll mellan två sångare: "St. Teresa I" och "St. Teresa II",  och lade till den manlige och den kvinnliga ceremonimästaren (The Compère och The Commere) att sjunga Steins scenanvisningar.

## Personer
| Roller          | Röststämma  | Premiärbesättning 7 februari 1934 |
| --------------- | ----------- | --------------------------------- |
| Sant'Ignazio    | baryton     | Edward Matthews                   |
| Santa Teresa I  | sopran      | Beatrice Robinson-Wayne           |
| Santa Teresa II | kontraalt   | Bruce Howard                      |
| San Chavez      | tenor       | Embry Bonner                      |
| San Settlement  | sopran      | Bertha Fitzhugh Baker             |
| San Plan        |             | Randolph Robinson                 |
| The Compère     | bas         | Abner Dorsey                      |
| The Commere     | mezzosopran | Altonnell Hines                   |
|                 |             | Ruby Greene                       |
|                 |             | Inez Matthews                     |
|                 |             | Charles Holland                   |

## Handling
Efter att kören har sjungit ett preludium äger akt ett rum i katedralen i Ávila; den har titeln "St. Teresa half indoors and half out of doors". Akt två, "Might it be mountains if it were not Barcelona", handlar om ett teleskop och glimtar av ett himmelskt boende. Akt tre, "St. Ignatius and one of two literally" är en picknick och innehåller Ignatius berömda aria "Pigeons on the grass alas". Den slutar med en tangoliknande balett. Den korta akt fyra ("The sisters and saints reassembled and re-enacting why they went away to stay") utspelas i en klosterträdgård. Innan ridån faller tillkännager Compère "Last act" och kören svarar "Which is a fact".

## Uppsättningar
Efter premiären den 7 februari 1934 på Wadsworth Atheneum i Hartford, Connecticut, öppnade Four Saints in Three Acts på Broadway på 44th Street Theatre den 20 februari 1934. Operan var ovanlig då den gick emot traditionella operaaspekter. Steins libretto fokuserade mer på ett släktskap av ordens ljud än att framställa en historia. Thomsons musik var okonventionell i sin enkelhet. Eva Jessye, en svart musikpionjär i New York, dirigerade sångarna och sin kör i uppsättningen. Uppsättningen regisserades av John Houseman, som var 31 år och som tämligen nyligen hade intresserat sig för teater efter en karriär som spannmålsspekulant.
Dekoren designades av Florine Stettheimer och bestod av nyskapande cellofan och vitt ljus. Kostymerna (också gjorda av Stettheimer) var av färgrika spetsar, silke och taft. Frederick Ashton stod för koreografin (efter att George Balanchine hade tackat nej).
Ytterligare en ovanlig aspekt var att de europeiska helgonen gestaltades av en svart ensemble, vilket var första gången det inträffat i amerikansk historia. De okonventionella elementen ledde till en framgångsrik och eftertraktad premiäruppsättning. Medan kritikerna var delade accepterade publiken totalt den fantasivärld som framställdes av sångarna, vilka levande förmedlade de ord och melodier som givits år deras helgonkaraktärer.
Opera skulle senare framföras som ett konsertoratorium i radioutsändningar 1942 och 1947. Scenföreställningar gjordes 1952 och 1973. 1981 framfördes ett konsertant uppförande i New York till Thomsons 85-årsdag då Betty Allen, Gwendolyn Bradley, William Brown, Clamma Dale, Benjamin Matthews, Florence Quivar och Arthur Thompson sjöng de ledande rollerna.